# Suberites compactus
Suberites compactus är en svampdjursart som beskrevs av Addison Emery Verrill 1873. Suberites compactus ingår i släktet Suberites och familjen Suberitidae. Inga underarter finns listade i Catalogue of Life.